# Матфий (Моряк)
Епи́скоп Матфи́й (англ. Bishop Matthias, в миру Дэвид Лоренс Моряк, англ. David Lawrence Moriak; 4 апреля 1949, Кливленд, Огайо — 4 мая 2024, Kearneysville, Западная Виргиния) — архиерей Православной Церкви в Америке, епископ Чикагский и Среднего Запада (2011—2013).

## Биография
Родился 4 апреля 1949 года в Кливленде, штат Огайо, США, в семье эмигрантов из Галиции. Его отец вырос в православной семье, тогда как мать перешла в Православие после вступления в брак. Будущий епископ был крещён в соборе святого Феодосия в Кливленде вскоре после рождения. Пребывал в юрисдикции Американской карпаторусской епархии Константинопольского патриархата.
Окончил среднюю школу в июне 1967 года и поступил в духовную семинарию Христа Спасителя в Джонстауне, штат Пенсильвания, которую окончил в июне 1972 года. 3 июня 1972 года женился на Жанетте Пэни.
18 июня того же года был рукоположён в сан иерея, после чего до 1975 года служил в Мариинском храме в городе Дженнерс, штат Пенсильвания. В 1975 году основал и возглавлял до 1978 года миссионерский приход святого Павла во Фрихолде, штат Нью-Джерси.
С 1978 по 1982 год настоятельствовал в Никольской церкви в Гэри, штат Индиана.
C 1982 по 2004 год был настоятелем Свято-Михайловского храме в Сент-Клер, штат Пенсильвания.
Решив продолжит образование, поступил в Свято-Тихоновскую духовную семинарию в Саут-Кэйнане, штат Пенсильвания, но прервал обучение из-за болезни жены, у которой в мае 1996 года была диагностирована лейкемия. 26 марта 1997 года его супруга скончалась от лейкоза.
Через год после кончины жены, отец возобновил учёбу и в 2000 году получил степень магистра богословия (Master of Divinity).
Посетил ряд монастырей, был на Афоне. 14 октября 2003 года в «Лагере Назарет» пострижен в рясофор с именем Матфий.
С конца 1990-х годов занялся также миссионерством в Гватемале, куда ездил каждые три месяца на десятидневный срок, возглавляя миссионерские группы. Трудясь там при детском доме, он стал духовником многих монахинь и детей. За почти десятилетний срок он принял в Православие более 60 человек. Бывал на Святой Земле, на Аляске, в Греции и Турции.
В 2004 году был назнанчен священником при Духовной семинарии и соборе Христа Спасителя в Джонстауне.
6 августа 2006 года был переведён в миссионерский приход святого Григория Нисского в Сифорде, штат Нью-Йорк.
1 сентября 2010 года был принят в клир Православной Церкви в Америке и определён настоятелем Иннокентиевского миссионерского прихода в Онеонте и приставлен к Мироносицкому монастырю в городе Отиго. Его задачей было укрепить приход, чтобы он мог поддерживать церковную жизнь самостоятельно от монастыря.
6 октября 2010 года особое епархиальное собрание Епархии Среднего Запада Православной Церкви в Америке назвало его кандидатом в епископы для этой вдовствующей кафедры. Его кандидатура была канонически утверждена Священным Синодом Православной Церкви в Америке 16 ноября того же года.
18 ноября того же года в Свято-Сергиевском домовом храме в канцелярии Православной Церкви в Америке митрополитом всей Америки и Канады Ионой возведён в сан архимандрита.
С января 2011 года он вступил в должность временного администратора епархии.
30 апреля 2011 года в Чикагском Спасском храме был хиротонисан во епископа Чикагского и Средне-Западного. Чин хиротонии совершили архиепископ Вашингтонский, митрополит всея Америки и Канады Иона, архиепископ Детройтский Нафанаил (Попп), архиепископ Американский Николай (Кондря) (Румынский Патриархат), епископ Бостонский Никон (Лайолин), епископ Филадельфийский Тихон (Моллард), епископ Сан-Францисский Вениамин (Питерсон), епископ Мехиканский Алексий (Пачеко-Вера), епископ Питтсбургский Мелхиседек (Плеска), епископ Нью-Йоркский Михаил (Дахулич), епископ Балтиморский Марк (Мэймон) и епископ Квебекский Ириней (Рошон). Присутствовали епископ Мокисский Димитрий (Кандзавелос) (Константинопольский Патриархат) и епископ Кливлендский Петр (Лукьянов) (РПЦЗ).
1 мая того же года в Троицком кафедральном соборе в Чикаго последовало его настолование, которое возглавил митрополит Иона.
10 декабря 2011 года был участником исторического сослужения архиереев Православной Церкви в Америке и Русской Православной Церкви Заграницей в Знаменском Синодальном соборе.
В связи с возбуждением против него 24 августа 2012 года судебного разбирательства был 31 августа был отправлен в административный отпуск до прояснения дела. 15 апреля 2013 года официально почислен на покой, а 11 октября 2016 отправлен под запрет. 1 марта 2017 года прещение было снято; он был приписан к часовне святого Сергия Радонежского в Ойстер-Бей-Коув, штат Нью-Йорк.
Епископ Матфий умер 4 мая 2024 года в хосписе Панхэндл в Кирнисвилле после продолжительной болезни в возрасте 75 лет.